# Miguel Ángel Pesce
Miguel Ángel Pesce (Buenos Aires, 20 settembre 1962) è un economista argentino, presidente della Banca Centrale della Repubblica Argentina (BCRA) dal 10 dicembre 2019 sotto l'amministrazione di Alberto Fernández.
Pesce ha inizialmente tagliato i tassi di interesse di riferimento, dal 63% al 38%, nel tentativo di stimolare la crescita economica dopo una profonda recessione durata due anni. A seguito delle gravi ricadute economiche della crisi globale del COVID-19, con un calo del PIL del 9,9%, l'economia argentina si è ripresa del 10,4% nel 2021 e del 5,7% nel periodo gennaio-aprile 2022. L'inflazione, tuttavia, è rimasta elevata, inizialmente rallentando dal 54% nel 2019 al 36% nel 2020; ma salendo a oltre il 60% entro maggio 2022. Il tasso di cambio ufficiale, inoltre, è raddoppiato durante i primi 30 mesi in carica di Pesce fino a 130 pesos per dollaro.
È stato vicepresidente della BCRA dal 24 settembre 2004 al 12 dicembre 2015 durante le successive presidenze di Néstor Kirchner e Cristina Fernández de Kirchner, assumendo la presidenza ad interim della banca per alcuni giorni all'inizio del 2010, in occasione delle dimissioni di Martín Redrado.
Politicamente è legato all'Unione Civica Radicale e nel 2010 faceva parte del gruppo Radicals K, che sosteneva il kirchnerismo. Ha mantenuto un legame politico con il vicepresidente Julio Cobos durante la campagna elettorale del 2007.

## Biografia
Pesce è laureato in Economia presso l'Università di Buenos Aires e membro di diverse associazioni professionali. In ambito accademico è stato professore universitario nella cattedra di Analisi dei dati economici e nel Seminario di Economia di Governo, tenuto presso l'Università di Buenos Aires.
Ha pubblicato lavori su questioni economiche e di bilancio ed è stato anche redattore di diversi progetti che si sono espressi in clausole costituzionali e leggi a livello nazionale, provinciale e della Città di Buenos Aires.

## Carriera
Dal 1984 al 1989 è stato consigliere della Camera dei Deputati della Nazione, collaborando alle commissioni Bilancio e Tesoro e Finanze. È stato anche consigliere di Bilancio e Gestione Pubblica della Camera tra il 1984 e il 1998. È stato anche coordinatore di progetti presso il Ministero della Sanità e dell'Azione Sociale tra il 1989 e il 1990.
Tra il 1998 e il 2001 è stato Sottosegretario alla Gestione Finanziaria e all'Amministrazione della città di Buenos Aires, durante i governi di Fernando de la Rúa, Enrique Olivera e Aníbal Ibarra. Nell'ultimo periodo dell'amministrazione Ibarra (2001-2003) ha svolto l'incarico di Segretario del Tesoro e delle Finanze. Tra il 2003 e il 2004 è stato rappresentante del Ministero dell'Economia presso la Banca Centrale della Repubblica Argentina e presidente del Fondo Fiduciario per la Ricostruzione delle Imprese.
Nel 2004, il governo nazionale ha deciso di intervenire nella provincia di Santiago del Estero, nominando l'ex procuratore Pablo Lanusse che a sua volta nomina Pesce ministro dell'Economia. Quell'anno assunse anche l'incarico di Fiduciario Generale della Nazione.

### Vicepresidenza della Banca Centrale (2004-2015)
È stato vicepresidente della Banca Centrale della Repubblica Argentina dal 24 settembre 2004 al 12 dicembre 2015.
Ha assunto la presidenza dell'istituto ad interim dal 29 gennaio 2010 al 3 febbraio 2010 dopo la destituzione di Martín Redrado, a causa del conflitto derivante dall'attuazione del Fondo del Bicentenario, il 7 gennaio 2010 e nuovamente dal 22 gennaio 2010. L'esecutivo ha poi nominato Mercedes Marcó del Pont a capo della BCRA, con Pesce tornato alla carica di vicepresidente. Nel dicembre 2015 si è dimesso dall'incarico, dopo la vittoria di Mauricio Macri alle elezioni presidenziali.

### Direttore della Banca della Terra del Fuoco (2015-2019)
Dopo aver lasciato la BCRA, è diventato direttore della Banca della Terra del Fuoco. In questo ruolo ha lanciato i piani “Sacate un 10” e “Hogar 15” per i 36.000 utenti (circa il 20% della popolazione provinciale) che utilizzano le carte di credito Visa e Mastercard Fueguina, emesse dalla Banca della Terra del Fuoco (BTF)
Durante la guida di Pesce, l'istituto  si è distinto come la banca con maggior riferimento di utenti all'homebanking e ai dispositivi mobili: grazie alla sua gestione, il numero di utenti dell'applicazione Link Celular è aumentato del 55%, e questo ha significato una crescita del 73% nel numero di operazioni attraverso questo canale.

### Presidenza della Banca Centrale (dal 2019 al 2023)
Nel dicembre 2019 è stato nominato presidente della Banca Centrale della Repubblica Argentina dal presidente Alberto Fernández.  Il suo primo intervento è stato quello di ridurre il tasso di riferimento dal 63% al 58% e, una settimana dopo, dal 58% al 55%.  Un cambiamento rispetto alla politica monetaria del governo precedente, che aveva alzato i tassi fino a un massimo di 74%, diventando il più alto del mondo e quasi il triplo di quello del Venezuela. Entro il 31 gennaio, i tassi di interesse erano scesi a 48 punti percentuali e, spinti dai dati sul calo dell’inflazione, sono stati tagliati fino al 40%. Nonostante questa politica, la crescente inflazione ha fatto aumentare il tasso di riferimento, raggiungendo il 133% annuo.
Il 15 settembre 2020 Pesce ha segnalato una serie di misure volte alla maggiorazione del 30% dell'imposta PAIS, istituita durante il mese di dicembre 2019. Pesce e il suo team hanno deciso che le operazioni in valuta estera devono essere effettuate con una aliquota aggiuntiva del 35% a titolo di imposte sul reddito e sulla proprietà personale. Pesce ha spiegato che le misure mirano a "normalizzare il mercato dei cambi".